# Hyper Iria
Hyper Iria (ハイパーイリア?, Haipā Iria) è un videogioco d'azione sviluppato da Tam Tam e pubblicato nel 1995 da Banpresto per Super Nintendo Entertainment System, basato sull'OAV I.R.I.A - Zeiram the Animation.

## Trama
Come nella serie animata, la cacciatrice di taglie Iria è ancora sulle tracce dell'alieno Zeiram, aiutata dall'intelligenza artificiale Bob.

## Modalità di gioco
Videogioco in stile Super Metroid, Hyper Iria si articola in cinque livelli di gioco che possono essere affrontati in qualsiasi ordine si preferisce. Nel corso del gioco Iria potrà scegliere tra diverse armi da utilizzare per fronteggiare i nemici lungo i vari percorsi. In alcuni casi sarà necessario soddisfare degli obiettivi precisi per passare alla zona successiva e se queste verranno completate si potrà ottenere del denaro che potrà essere utilizzato per potenziare le armi.

## Accoglienza
Al tempo dell'uscita, quattro recensori della testata Famitsū gli hanno assegnato un punteggio di 21 su 40. La rivista francese di videogiochi Consoles + gli ha assegnato un punteggio di 84/100. In una recensione in retrospettiva, Nintendo Life ha assegnato al gioco un punteggio di 7 su 10.